# Roni (ur. 1991)
Ronieli Gomes dos Santos (ur. 25 kwietnia 1991) – brazylijski piłkarz występujący na pozycji napastnika.

## Kariera piłkarska
Od 2008 roku występował w São Paulo, Karşıyaka, Gyeongnam FC, Sagan Tosu, Chapecoense, XV de Novembro Piracicaba, Bragantino, Adanaspor, Mogi Mirim, Villa Nova AC i Luverdense.